# Jack Williams
Jack Williams (Irvine, 22 de abril de 2000) es un deportista estadounidense que compite en tiro con arco, en la modalidad de arco recurvo.
Ganó una medalla de plata en el Campeonato Mundial de Tiro con Arco al Aire Libre de 2021, en la prueba por equipo. En los Juegos Panamericanos obtuvo dos medallas, bronce en 2019 y oro en 2023, ambas por equipo.
Participó en los Juegos Olímpicos de Tokio 2020, ocupando el séptimo lugar en la prueba por equipo.

## Palmarés internacional
| Campeonato Mundial al Aire Libre | Campeonato Mundial al Aire Libre | Campeonato Mundial al Aire Libre | Campeonato Mundial al Aire Libre |
| Año                              | Lugar                            | Medalla                          | Prueba                           |
| -------------------------------- | -------------------------------- | -------------------------------- | -------------------------------- |
| 2021                             | Yankton (Estados Unidos)         | Medalla de plata                 | Equipo                           |
| Juegos Panamericanos             |                                  |                                  |                                  |
| Año                              | Lugar                            | Medalla                          | Prueba                           |
| 2019                             | Lima (Perú)                      | Medalla de bronce                | Equipo                           |
| 2023                             | Santiago (Chile)                 | Medalla de oro                   | Equipo                           |